# Marie Schreiber
Marie Schreiber (Préizerdaul, 17 aprile 2003) è una ciclista su strada e ciclocrossista lussemburghese che corre per il Team SD Worx.

## Palmarès

### Strada
- 2020 (Juniores)

Campionati lussemburghesi, Prova a cronometro Junior
Campionati lussemburghesi, Prova in linea Junior
- 2021 (Juniores)

Campionati lussemburghesi, Prova a cronometro Junior
Campionati lussemburghesi, Prova in linea Junior
- 2023 (Team SD Worx, una vittoria)

Campionati lussemburghesi, Prova in linea Under-23
- 2024 (Team SD Worx-Protime, due vittorie)

Campionati lussemburghesi, Prova in linea Elite
Campionati lussemburghesi, Prova a cronometro Under-23

#### Altri successi
- 2024 (Team SD Worx-Protime)

Classifica giovani Baloise Ladies Tour

### Cross
- 2019-2020 (Juniores)

Campionati lussemburghesi, Junior
- 2021-2022

Grand Prix de la Commune de Contern (Contern)
Campionati lussemburghesi, Under-23
- 2022-2023

4 Bikes Festival Cyclocross Race (Lützelbach)
GGEW Grand Prix Bensheim (Bensheim)
Campionati lussemburghesi, Elite
- 2023-2024

4 Bikes Festival Cyclocross Race (Lützelbach)
GGEW Grand Prix Bensheim (Bensheim)
Brumath Bike Festival by Lollier Ingénierie (Brumath)
Campionati lussemburghesi, Elite

## Piazzamenti

### Grandi Giri
- Vuelta a España

2023: 94ª

### Competizioni mondiali
- Campionati del mondo su strada

Fiandre 2021 - Cronometro Junior: 40ª
Fiandre 2021 - In linea Junior: ritirata
Glasgow 2023 - In linea Under-23: 11ª
Glasgow 2023 - In linea Elite: 60ª
Zurigo 2024 - Cronometro Elite: 25ª
Zurigo 2024 - In linea Elite: ritirata
- Campionati del mondo di ciclocross[1]

Dübendorf 2020 - Junior: 9ª
Fayetteville 2022 - Under-23: 6ª
Hoogerheide 2023 - Under-23: 5ª
Tábor 2024 - Elite: 5ª
- Campionati del mondo gravel

Fiandre 2024 - Elite: 16ª

### Competizioni continentali
- Campionati europei su strada

Plouay 2020 - In linea Junior: 7ª
Trento 2021 - Cronometro Junior: 23ª
Trento 2021 - In linea Junior: ritirata
Anadia 2022 - In linea Under-23: 33ª
Drenthe 2023 - In linea Under-23: 5ª
Limburgo 2024 - Cronometro Under-23: 3ª
Limburgo 2024 - In linea Under-23: 38ª
- Campionati europei di ciclocross[1]

Drenthe-Col du VAM 2021 - Under-23: 7ª
Namur 2022 - Under-23: 4ª
Pontchâteau 2023 - Under-23: 2ª